# George Soros
George Soros (rođen kao György Schwartz, * 12. kolovoza 1930. u Budimpešti) američki je investitor, politički aktivist židovsko-mađarskog podrijetla.
Njegove aktivnosti su mahom usmjerene na poticanje političkih promjena u raznim zemljama diljem svijeta, što liberalni političari uglavnom pozdravljaju, a desničarski osuđuju. U Sjedinjenim Američkim Državama, gdje je Sorosu središte djelovanja, analitičari ocjenjuju njegove političke ciljeve kao bliske Demokratskoj stranci. Politiku te stranke Soros podupire donacijama, ali na nju i utječe, putem tih donacija i putem djelovanja raznih udruga koje Soros financira. O djelovanju Georgea Sorosa postoje različita mišljenja. Dio javnosti smatra ga filantropom (čovjekoljupcem).
Od poslovnih aktivnosti, zapamćene su osobito njegove burzovne operacije u kojima su i za po nekoliko desetaka posto snižavani tečajevi raznih valuta - od britanske funte  i talijanske lire (1992.), pa do tajlandskog bahta i malezijskog ringgita (1997.).

## Mladost
Rođen je u Budimpešti i od 1936. nosi ime György Soros. Unatoč židovskom podrijetlu obitelji preživio je njemačku okupaciju Mađarske i Bitku za Budimpeštu. Godine 1946. pobjegao je pred okupacijom SSSR-a iz Mađarske na zapad i emigrirao 1947. u Englesku.

## Karijera
Godine 1956. odselio je u SAD i 1968. preuzeo upravljanje nad investicijskim fondom (Hedge fondom) u Curaçau. Njegov kasniji Quantum Funds, kojeg je osnovao zajedno s Jimom Rogersom imao je sjedišta u poreznim oazama, kao primjerice u Nizozemskim Antilima i Djevičanskim otocima. 
Prema procjenama Forbesovog popisa milijardera časopisa Forbes, posjeduje Soros 2019. god. osobno bogatstvo od 8,3 milijardi dolara; međutim je tijekom godina pretežni dio svojega novca - 32 milijarde dolara - Soros investirao u neprofitne udruge koje on kontrolira. Te su udruge od 1982. do 2019. god. potrošile ukupno 15,2 milijardi dolara; pri tome se podatci o zaradi (vrijednosni papiri, uglavnom)  koju ta imovina ostvaruje za neprofitne udruge (koje ne posluju u svrhu stjecanja profita, pa zaradu ne deklariraju) tijekom tog dugog razdoblja ne iznosi na onako pregledan način kako se to čini kod banaka i drugih financijskih ustanova: propisi koji u Sjedinjenim Američkim Državama uređuju poslovanje neprofitnih udruga to i ne zahtijevaju.
Soros je 2008. godine, s prihodom od 1,1 milijarde dolara, bio najviše plaćeni menadžer hedge fondova.
Osnivač je i predsjednik Instituta poznatijeg pod nazivom Otvoreno društvo, organizacije koja podupire aktivnosti u više od 50 zemalja širom svijeta, pa tako i u Hrvatskoj. Institut Otvoreno društvo - Hrvatska zalagalo se za: slobodne medije, pluralizam, sekularnost, globalizaciju, liberalne ideje, prava manjina,  prava homoseksualaca i sl. Tijekom devedesetih, Sorosovo Otvoreno društvo snažno se suprotstavilo tadašnjoj vlasti predvođenoj Franjom Tuđmanom i financiralo različite projekte i medije koji su bili opozicija HDZ-u. Stjepan Mesić odlikovao je Georgea Sorosa 2002. godine - Redom kneza Branimira s ogrlicom, povodom desete obljetnice djelovanja Instituta Otvoreno društvo. Poznati članovi Instituta Otvoreno društvo - Hrvatska bili su: Josip Kregar, Čedo Prodanović, Andrea Feldman, Žarko Puhovski, Tihomir Ponoš i dr.
"Otvoreno društvo" godišnje potroši oko 940 milijuna dolara u preko 100 zemalja svijeta, uglavnom na promicanje ljudskih prava: vrijednosti koje promiče uključuju slobodan pobačaj i druge ciljeve koji se uglavnom povezuju s lijevo-liberalnim politikama. Prema podatcima koje iznosi samo "Otvoreno društvo", G. Soros je od njenog osnivanja 1984. godine ukupno na tu fondaciju prenio 32 milijarde američkih dolara, od čega samo u 2017. godini 18 milijardi dolara. Prema javno dostupnom sažetku godišnjeg izvješću te udruge za 2018. god., organizacija zapošljava 1.600 ljudi u 43 različite zemalje, a ukupni budžet od 1.005 milijardi dolara u cijelosti potječe iz donacija samog Georga Sorosa. Ne navodi se u tom javno dostupnom materijalu točno koliko iznosi imovina udruge (nakon što je G. Soros u nju tijekom 3 i pol desetljeća uložio 32 milijarde dolara), niti u što je investirana; međutim se prema podatcima sa službenih stranica Open Society Foundations u kolovozu 2019. god. dade iščitati da je od osnivanja 1980.-ih godina ukupno potrošeno 15,3 milijardi američkih dolara. Nije pregledno izloženo kolike prihode nosi imovina Georga Sorosa koja je unijeta u Zakladu, jer to propisi ne zahtijevaju.

## Nagrade
Soros je primio počasne doktorate Nove škole za društvena istraživanja u New Yorku, Sveučilišta u Oxfordu, Sveučilišta Corvinus u Budimpešti i Sveučilišta Yale.
Godine 2014. LHC Investments rangirao je Sorosa kao prvog na svojoj listi 20 najboljih menadžera.
Godine 2017. Soros je izabran za počasnog člana Britanske akademije, nacionalne akademije Ujedinjenog Kraljevstva.

## Kontroverze
Godine 2011., časopis Forbes objavljuje opsežnu analizu o Georgeu Sorosu, njegovom aktivizmu i američkoj vanjskoj politici. U članku se iznosi ocjena: "Sorosa mrze, jer mnogi žitelji Istočne Europe i Središnje Azije vjeruju da on koristi svoj novac za subverziju njihovih političkih sustava, S pravom ili ne, takvo sagledavanje je pogodno da potpiruje antiamerikanizam. A diktatorima daje argument kojega mogu koristiti protiv američkih diplomata."
Prema izjavi prijašnjeg premijera Malezije, Mahathira bin Mohameda, George Soros je, preko svojeg fonda Quantum, špekulativnim investiranjem skrivio ekonomski slom tržišta u Istočnoj Aziji 1997. U poslovnim krugovima, uzima se za sigurno da je Soros uspio 1997. godine izazvati financijske krize u Tajlandu i Maleziji, nakon čega je uslijedila ekonomska kriza u čitavoj Aziji. Prije toga, Soros je izazvao slom tečaja britanske funte 16. rujna 1992. godine (tzv. "Black Wednesday"), ostvarivši visoku zaradu na štetu britanske nacionalne banke, koja je povodom toga sloma izgubila milijarde. Dan ranije je Soros na isti način uspješno slomio tečaj talijanske lire. Te Soroseve spekulacije nisu označene ilegalnima.
U prosincu 2020. godine predsjednik Vlade Republike Slovenije Janez Janša je teško napao G. Sorosa, navevši da Sorosev "prljav novac" predstavlja "najjači generator sukoba u Europi, stvarajući nepovjerenje naroda u demokraciju". Time se Janša pridružio premijeru Mađarske Viktoru Orbanu - s kojim Janša dijeli glavne političke stavove - koji je u studenom 2020. god. objavio autografski tekst u kojemu Sorosa okrivljuje da koristi razne krize kako bi zaradio na špekulacijama, te "koji napada sve svoje protivnike zbog korupcije, makar je baš on najkorumpiraniji čovjek na svijetu".

## Vanjske poveznice
- Web stranica Georgea Sorosa